# Mount Forecast
Mount Forecast ist ein 1864 m hoher Berg mit mehreren Gipfeln im ostantarktischen Mac-Robertson-Land. Er ragt 1,5 km nordöstlich des Mount Brown-Cooper und 20 km südwestlich des Mount Pollard in den Prince Charles Mountains auf.
Luftaufnahmen der Australian National Antarctic Research Expeditions aus den Jahren von 1956 bis 1965 dienten seiner Kartierung. Das Antarctic Names Committee of Australia (ANCA) benannte den Berg nach Mark James Forecast (1940–2015), Wetterbeobachter auf der Wilkes-Station im Jahr 1965.